# Antonius de Palma
Antonius de Palma, född i norra Italien, död före 1589 i Stockholm, var en italiensk adelsman, hovman, anställd vid det polska hovet och vid det svenska hovet, hertig Johans diplomatiska sändebud och Johan III:s fogde.
När den polska prinsessan Katarina Jagellonica gifte sig med hertig Johan, senare Johan III, följde Antonius de Palma och hans hustru, hovdamen Jeduice (Hedvig eller Jadviga), med till Sverige. Antonius de Palma kom till Sverige med det stora och rikt utrustade brudföljet från Polen år 1562 då hertig Johan gifte sig med Katarina Jagellonica. Prinsessans avlidna mor, drottning Bona Sforza, hade varit italiensk prinsessa. Italienskt hovfolk hade följt Bona Sforza då hon flyttade från Italien till Polen för att gifta sig med den polska kungen, Sigismund I av Polen, enligt tidens sed. Antonius och Jeduice följde nu med Bonas dotter Katarina då hon gift sig och flyttat till Sverige. Det är oklart om italienaren Antonius de Palma var gift med hovdamen Jeduice då brudföljet från Polen kom till Sverige, eller om hon blev hans hustru först senare.

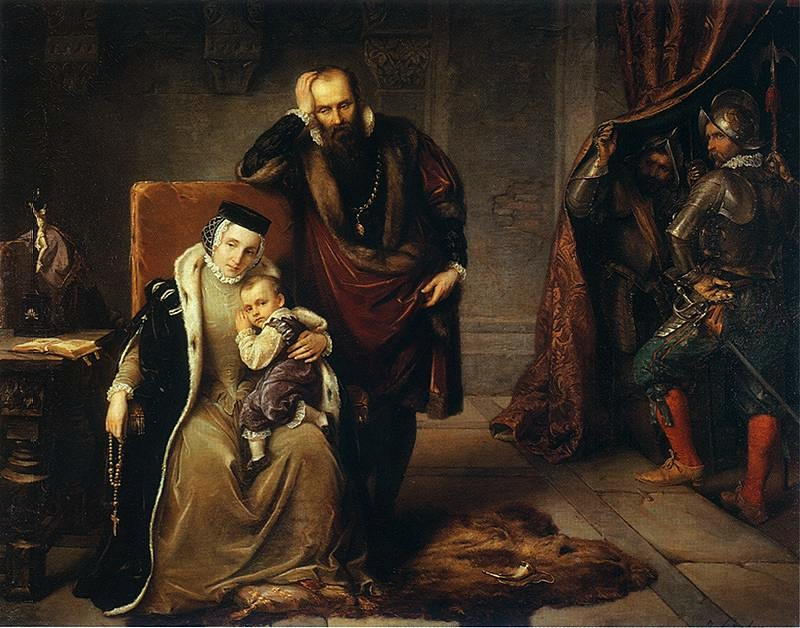
Johan III och Katarina Jagellonica med sonen Sigismund, född 20 juni 1566 på Gripsholms slott, i Gripsholms slotts fängelse, då de satt i fängelse där 1563-1567. Oljemålning från år 1859 av Józef Simmler (1823-1868), Nationalmuseet i Warzawa.

Den svenska kungen Erik XIV betraktade förbindelser med Polen som förräderi. Därför togs Johan och Katarina till fånga år 1563, först satt de i fängelse på Åbo slott, sedan spärrades de in på Gripsholms slott och berövades alla sina ägodelar år 1565. Antonius de Palma följde också Johan och Katarina i deras fångenskap på Gripsholm. Av de stora följet fick Katarina behålla ett par hovfröknar, två dvärginnor och två manliga tjänare. Några avrättades medan resten satt inspärrade åtminstone ett och ett halvt år, männen i Västerås och kvinnorna i Eskilstuna. En del fick efter något år återvända till Polen. Antonius och Jeduice stannade dock kvar för att bistå hertigparet.
Efter två år, år 1567, blev Johan och Katarina Jagellonica fria från fångenskapen. Antonius de Palmas trogna tjänst blev belönad och han utsågs 1569 till fogde på kungsgården Torvesund. Hans verksamhetsområde utökades senare och 1571 erhöll ha som förläning kyrkbyn Björkeby, Görvälns gods vid Mälaren och fyra underlydande gårdarna i Järfälla socken. År 1577 lämnade Antonius de Palma fogdetjänsten vid Torvesund och flyttade till Görvälns slott i Järfälla. Han anlade där Görvälns stuteri, söder om görvälnsgårdarna, för uppfödning av hästar åt armén samt ett gårdscentrum vid Henrikstorp. Stuteriet var kvar i drygt 20 år. En senare ägare, Svante Bielke, flyttade 1605 gårdsbyggnaderna till nuvarande plats vid Görvälnsviken. 

## Hovman vid Sforzaättens hov i Milano i Italien 1516-1518

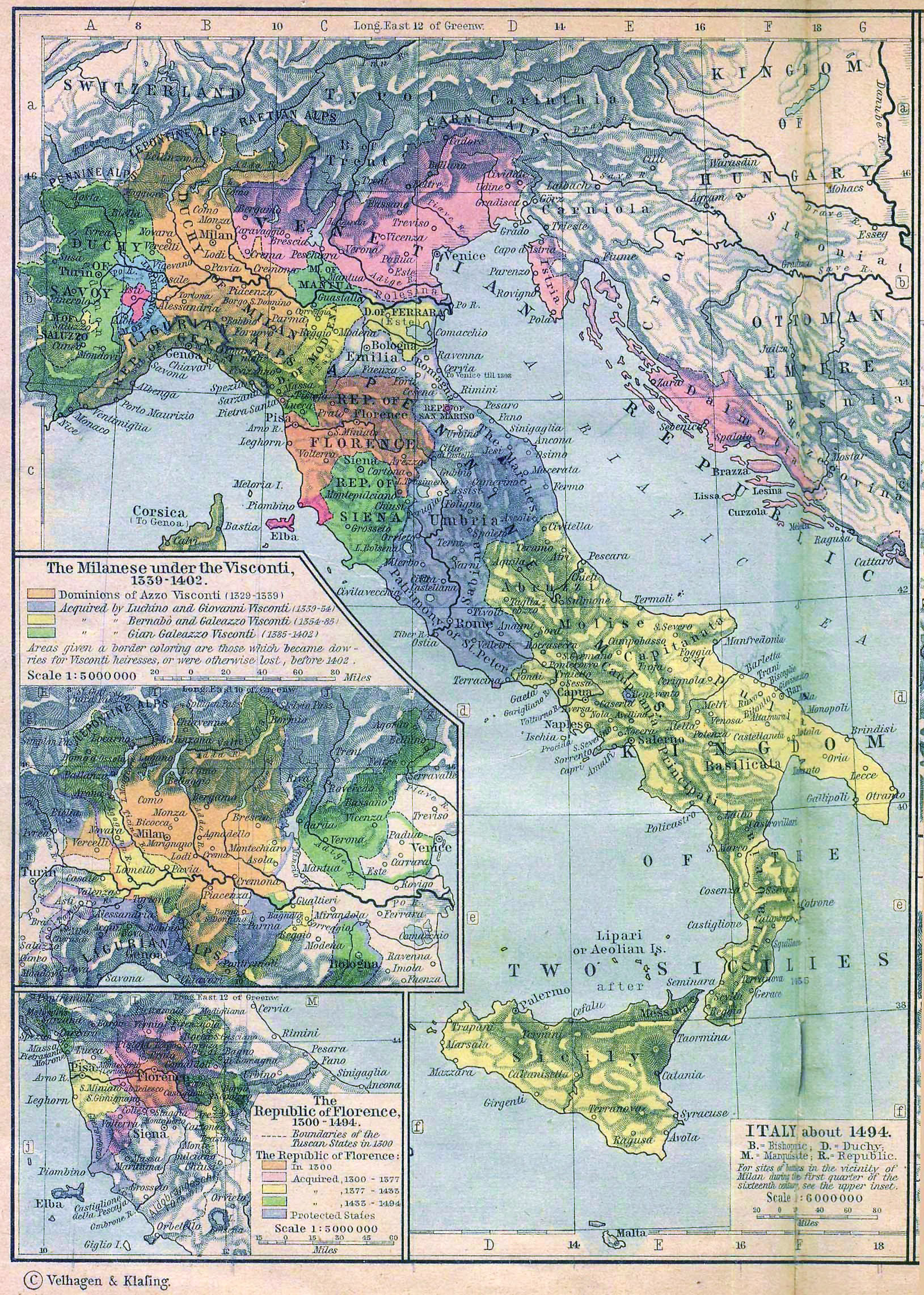
Karta av Italien 1494. Insättningarna visar hertigdömet Milano som styrdes av huset Visconti i Viscontifamiljen och ärvdes av familjen Sforza.

Antonius de Palma var hovman vid Sforzaättens hov i Milano i Italien under två år, 1516-1518. En av familjen Sforzas medlemmar var Gian Galeazzo Sforza (1469-1494), som blev hertig i Milano vid sju års ålder och gifte sig med Isabella av Aragonien (1470-1524), som då blev hertiginna av Milano, och hon var dotter till Alfons II av Neapel. Deras dotter Bona Sforza av Milano (1494-1557) blev polsk drottning och storfurstinna av Litauen då hon gifte sig med Sigismund I av Polen (Sigismund I den gamle) (1467-1548), som var kung av Polen och storfurste av Litauen från år 1506. Bona Sforza av Milanos far avled 1494 samma år hon föddes, och makten i Milano övertogs av en annan släktgren. Hennes mor lämnade då Milano och bosatte sig med Bona i Bari i hennes hemland Neapel. Hennes mor Isabella försökte ordna ett äktenskap med en makthavare åt Bona, som kunde vara till hjälp för Isabella i den rådande politiska situationen. Med stöd av dynastin Habsburg lyckades hon arrangera ett äktenskap mellan Bona och Polens monark.

## Personer vid det polska hovet då Antonius de Palma var hovman

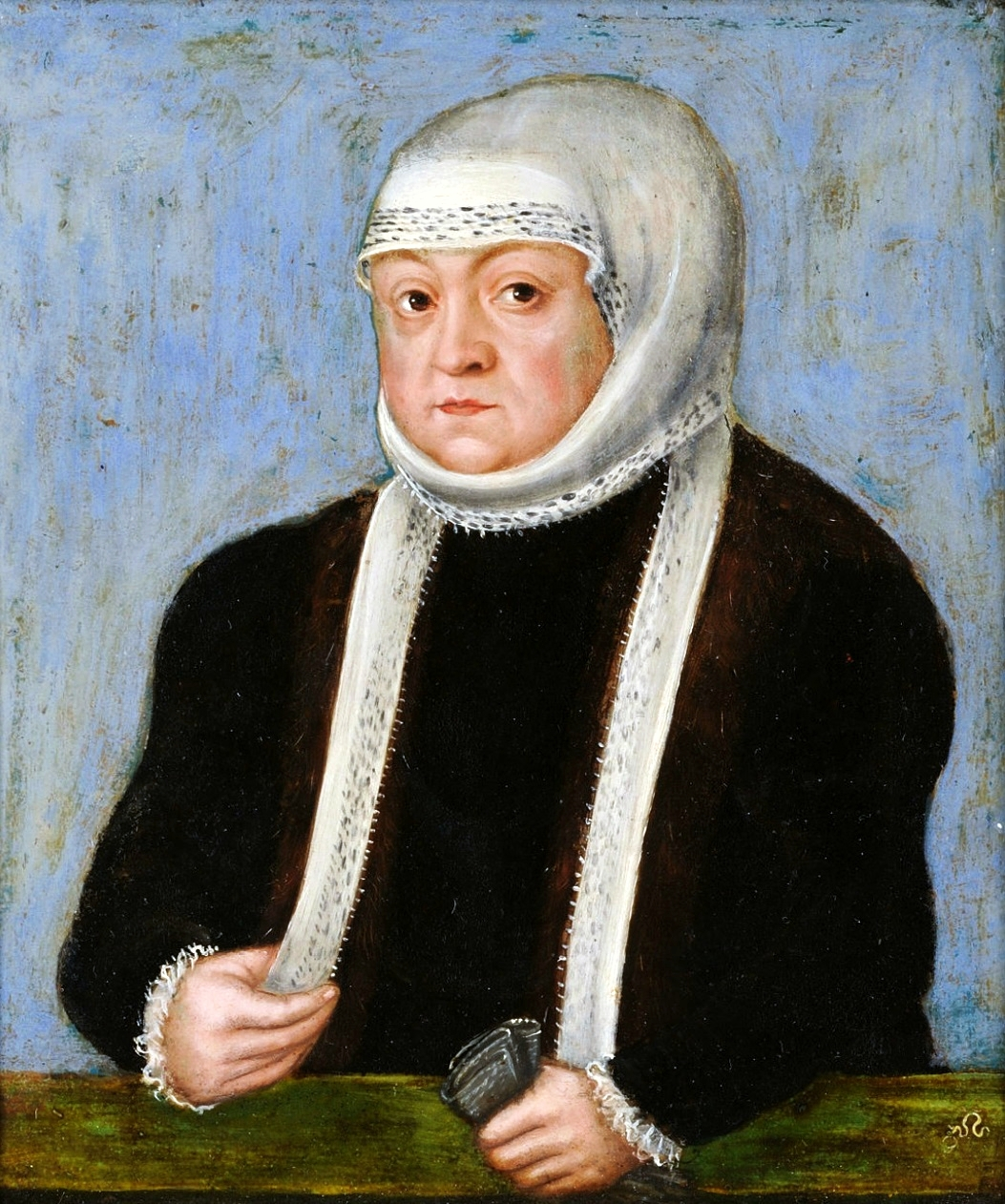
Drottningmodern Bona Sforza, miniatyrmålning i olja från 1553 av Lucas Cranach den yngre (1515-1586). Czartoryski Museum i Kraków, Polen.

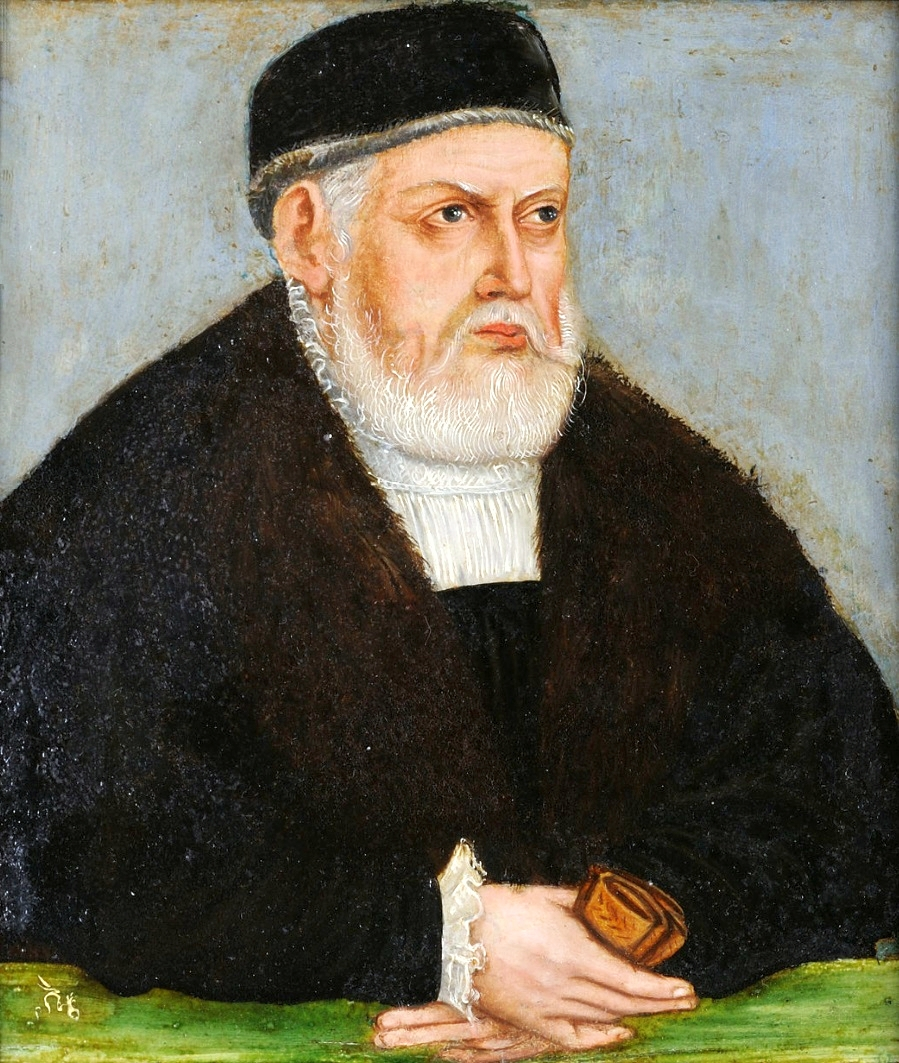
Kung Sigismund I av Polen, miniatyrmålning i olja från 1553 av Lucas Cranach den yngre. Czartoryski Museum i Kraków, Polen.

Vigseln mellan Bona Sforza och Sigismund I av Polen ägde rum i Kraków den 18 april 1518 och följdes av hennes kröning till drottning.
Med sin första hustru Barbara Zápolya (1495-1515) hade Sigismund en dotter, Hedwig av Polen (1513-1573), född 1513. Barbara Zápolya kröntes till polsk drottning och litauisk hertiginna i februari 1512 och avled av okänd orsak strax efter en förlossning 1515.
Med sin andra hustru, Bona Sforza, hade Sigismund följande barn:
- Isabella Jagellonica (Isabella Jagiełło|), född 1519.
- Sigismund II August av Polen, född 1520.
- Sofia Jagellonica, född 1522.
- Anna av Polen, född 1523.
- Katarina Jagellonica, född 1526.

## Bilder på Bona Sforzas och Sigismund I:s son, svärdöttrar och döttrar i den Jagellonska familjen

Den Jagellonska familjen på Bona Sforzas tid som drottning i Polen då hon gift med Sigismund I av Polen. I översta raden syns från vänster: Sigismund I av Polen, Bona Sforza, i mitten sonen Sigismund II August av Polen, därefter Sigismund II:s första hustru Elisabet av Österrike, drottning av Polen, hans andra hustru Barbara Radziwiłł. I nedre raden syns Sigismund II:s tredje hustru Katarina av Österrike, dottern Isabella Jagiełło, dottern Katarina Jagellonica, dottern Sofia Jagellonica, dottern Anna av Polen. Porträtten finns i Czartoryski Museum, Kraków, Polen.

Bilden visar tio miniatyrporträtt i olja på koppar av Lucas Cranach den yngre från cirka 1565. Från vänster till höger syns kungen och drottningen Sigismund I och Bona Sforza samt 
* sonen Sigismund II August (1520-1572), blev senare kung av Polen 1548-1572, Sigismund II August av Polen var gift tre gånger,
* och hans första gemål, då han gifte sig 1543, Bonas svärdotter, drottning Elisabeth, Elisabet av Österrike, drottning av Polen och storhertiginna av Litauen (1526-1545) (porträtt cirka 1553), gift 6 maj 1543 med kung Sigismund II August av Polen. Hon var äldsta dotter till Ferdinand I (tysk-romersk kejsare) och Anna av Böhmen och Ungern, porträtt cirka 1553,
* och hans andra gemål, då han gifte sig 1547, likaledes svärdotter, drottning Barbara Radziwiłł (1520-1551), hon hade gift sig 18 maj 1537 med Stanislovas Goštautas, voivod av Nowogródek, som dog 1542, och 1547 gifte hon sig med kung Sigismund II August av Polen och blev då drottning av Polen 1547-1551, och Bonas svärdotter, hon var dotter till biskopen Jerzy Radziwiłł, en litauisk katolsk präst.
* och hans tredje gemål var Katarina av Österrike (1533-1572), hon var yngre syster till första hustrun. Makens otrohet och osämja ledde till separation 1562 och 1566 återvände Katarina till Österrike, dottern Isabella Jagiełło (Isabella Jagellonica) (1519-1559) blev polsk-litauisk prinsessa och drottning av Ungern, gift med Johan I av Ungern (Johan I Zápolya) (1487-1540) och mor till Johan II av Ungern (Johan II Zápolya, eller Johan Sigismund Zápolya (kung 1540-1571) och Isabella Jagellonica var Ungerns regent (förmyndarskap) 1540-1559,
* dottern Katarina Jagellonica (1523-1583), drottning av Sverige, gift med Johan III, kung av Sverige, 
* dottern Sofia Jagellonica (1422-1575) blev hertiginna av Braunschweig-Lüneburg, gift med Henrik V av Braunschweig-Lüneburg,
 * och dottern Anna av Polen (1523-1596), blev drottning av Polen, gift med Stefan Báthory.
Bona Sforza av Milano var formellt regerande hertiginna av hertigdömet Bari, en provins i regionen Apulien vid Adriatiska havet och prinsessa av furstendömet Rossano mellan 1524 och 1557 i Italien, och innehade rätten till ätten Briennes arvsrätt på tronen i kungadömet Jerusalem. Vid sin mors död 1524 ärvde hon hertigdömet Bari och fursstendömet Rossano i Italien samt arvsrätten till kungadömet Jerusalem. År 1527 blev hennes make Sigismund I av Polen medregent i Litauen och år 1529 blev han även medregent i Polen.

## Hovman vid Jagellonska ättens hov i Kraków i Polen 1518-1562

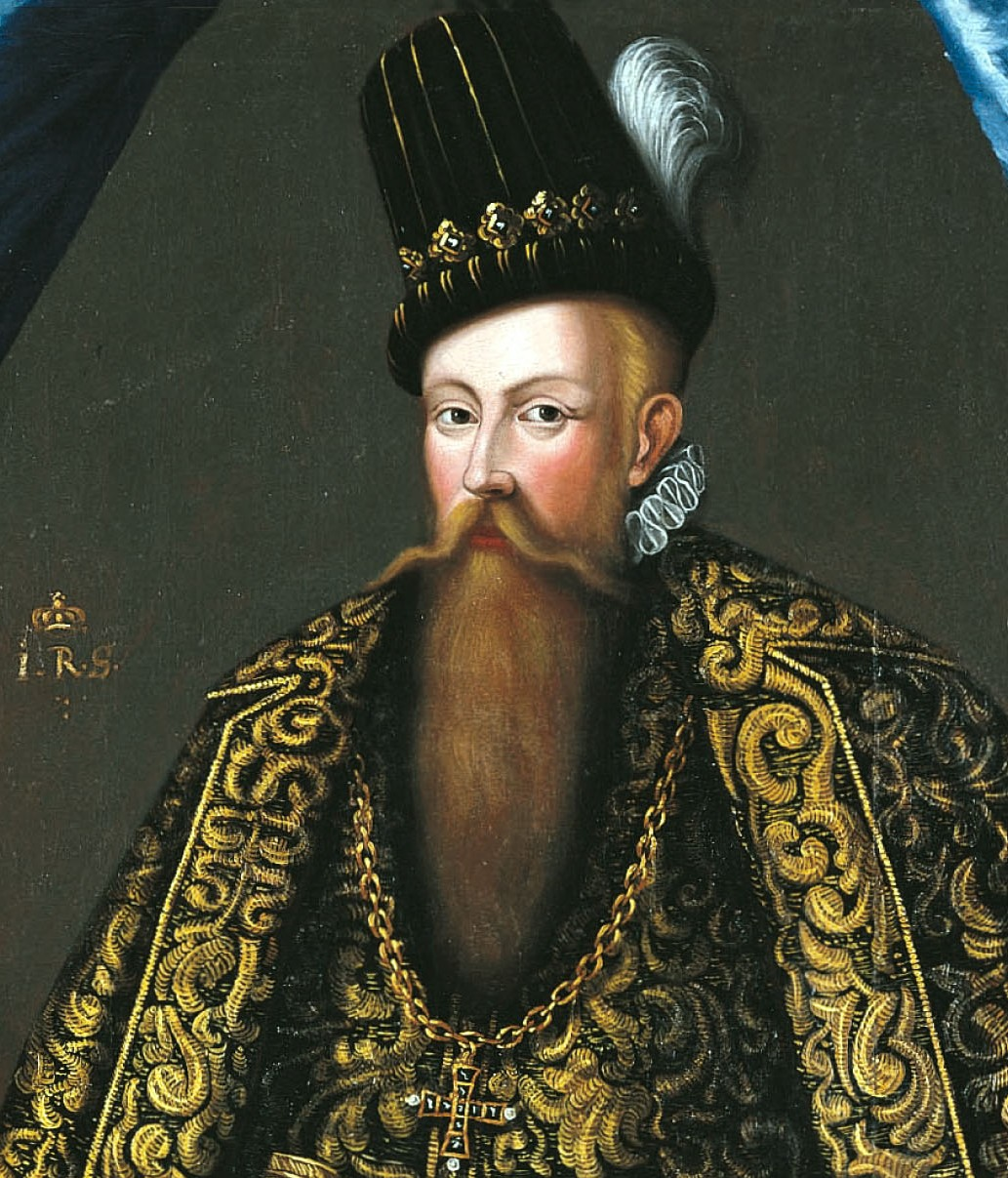
Johan III, kung av Sverige, iklädd det senaste spanska hovmodet. Kungen gjorde italienaren Antonius de Palma till fogde på Torvesund, som kort därefter blev Drottningholms slott. Oljemålning av Johan Baptista van Uther omkring 1582. Nationalmuseum, Stockholm.

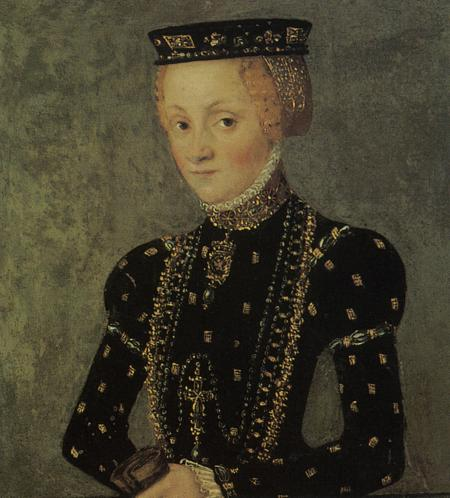
Katarina Jagellonica av Polen (1526-1583) var hertiginna av Finland och blev Johan III:s gemål 1562. Hon medförde både sin mors, Bona Sforzas italienske hovman Antonio de Palma till Sverige och moderns förfinade italienska kultur. Katarina Jagellonica var katolik och utövade inflytande över Johan III:s värderingar och politik, särskilt i religionsfrågor.

Efter två år vid Sforzahovet i Milano följde hovmannen vid det italienska hovet, Antonius de Palma, år 1518 med prinsessan Bona Sforza av Milano (1494-1557) till Kraków (i äldre svenska Krakau) i södra Polen, 300 km söder om huvudstaden Warszawa, dit hon reste för att gifta sig med kung Sigismund I av Polen av den Jagellonska ätten. Kraków var Polens huvudstad från medeltiden till 1596, då Sveriges kung Sigismund (Sigismund III Vasa) (på polska känd som Zygmunt III Waza) flyttade huvudstaden till Warszawa. I Bonas följe ingick hovmän, diplomater, trädgårdsmästare och kökspersonal. Att Antonius de Palma långt senare fortfarande tillhörde hennes hov framgår av Bona Sforzas testamente 1558. Bona Sforza var född 2 februari 1494, död 19 november 1557 och hon var dotter till Muzio Sforza och Lucia da Torsano, Sigismund I:s första hustru var Barbara Zápolya.
Dynastin Sforza var en av Europas mäktigaste släkter från renässansen och de gifte bland annat in sig i Spaniens och Polens kungahus. Dynastin Sforza har invecklade släktskapsförbindelser tillsammans med släkterna Medici, Borghese, Borgia och Visconti, men det är en fortlevande dynasti i Italien. Den äldsta säkerställda förfadern är Muzio Attendolo (1369-1424). Enligt vissa källor var han en bondson som gjorde karriär i armén. Niccolo Machiavelli beskyllde Ludovico Sforza, kallad Il Moro ("moren"), 1451-1508) för att sätta sin egen själviskhet framför Roms bästa. Ludovico Sforza har kommit att förknippas med grymhet, komplotter och intriger. Machiavelli hade mycket höga tankar om hans far Francesco I Sforza (1401-1465).

## Hertig Johan gifte sig med polska prinsessan Katarina Jagellonica 1562
Kung Sigismunds och drottning Bonas yngsta dotter prinsessan Katarina Jagellonica gifte sig i Vilna (nyare form Vilnius) i sydöstra Litauen den 4 oktober 1562 med hertig Johan, som var Gustav Vasasom Johans andre son och blivande kung Johan III. Katarina Jagellonica var yngre syster till Polens kung Sigismund II August, med vilken Erik XIV befann sig i krig. De båda svågrarna slöt kort efter bröllopet en överenskommelse, enligt vilken Johan mot en försäkring av 120.000 daler av den polske kungen skulle erhålla som pant sju fasta slott i Livland. Före äktenskapet med Katarina Jagellonica hade Johan ett förhållande med Katarina Hansdotter. Hon var frilla till Johan III och de hade fyra barn, födda 1556, 1557, 1560 och 1561, Sofia Johansdotter (Gyllenhielm) (1556-1583), Augustus Johansson (Gyllenhielm) (1557-1560), Julius Johansson (Gyllenhielm) (1560-1581) och Lucretia Johansdotter (Gyllenhielm) (1561-1585).
I slutet av 1500-talet regerade den Jagellonska ätten över ett stort område från Östersjön till Svarta havet och ner mor Adriatiska havet. Jagellonska ätten ärvde rätten att överta den kungliga titeln i Polen och Litauen.
Katarina Jagellonicas hemstad Kraków i Polen var vid den här tiden större och mäktigare än Sverige och Kraków var en rik kulturstad i jämförelse med Sverige. Från den polska regeringen kom förslaget till giftermål mellan henne och den 11 år yngre Johan, senare Johan III, i juli 1561. Johans halvbror, Erik XIV, som då var kung, var i början intresserad, eftersom han kanske kunde få politiska fördelar med att brodern gifte sig med Katarina, men han ändrade sig dock snart och befallde Johan att ge upp tanken på den förbindelsen. Vad Erik tyckte brydde sig dock inte Johan om, utan han seglade sommaren 1562 till Danzig för att gifta sig med henne, bröllopet stod i Vilnius den 4 oktober 1562. Då var Katarina nästan 36 år gammal och Johan var 25 år gammal. Det var ett kontroversiellt giftermål.
En av orsakerna till de strider som uppstod mellan Erik och Johan året efter giftermålet, 1563, var just giftermålet med Katarina Jagellonica och då fängslades Johan och Katarina och de spärrades in på Gripsholms slott. Hon fick välja att stanna kvar i Åbo, och där njuta furstligt underhåll, eller följa med sin man i fängelse. Utan att svara på detta visade hon sin vigselring där det stod "Nemo nisi mors" (ingen utom döden) och följde med sin man i fängelse. De satt sedan fängslade på Gripsholm i fyra år, åren 1563-1567, och under tiden i fångenskapen födde hon barnen Elisabeth, kallad Isabella (1564-1566), som emellertid avled 2 år gammal, och Sigismund, född 20 juni 1566. Två år senare föddes dottern Anna Vasa i maj 1568 på Eskilstuna kungsgård strax efter att föräldrarna hade släppts ur fängelset på Gripsholms slott och året därefter besteg Johan III tronen. Sonen Johan, hertig Johan av Östergötland, föddes i april 1589 på Uppsala slott. Hertig Johans mor var Gunilla Johansdotter (Bielke af Åkerö) och han var såldes halvbror till Sigismund och brorson till Karl IX och kusin till Gustav II Adolf.

## Antonius de Palma och hustru Jeduice i Jagellonicas bröllopsfölje 1562
Redan vid utflyttningen från Polen 1562 hade Jeduice ingått i hertiginnan Katarinas uppvaktning. Antonius de Palma och hans hustru Jeduice (Jadwiga på polska, Hedvig på svenska) ingick i Katarina Jagellonicas polska bröllopsfölje. Det vanligen använda namnet Jedice tyder på italiensk börd, men hon lär också ha kallats Jadwiga, vilket är den polska motsvarigheten till Hedvig. Paret hertig Johan och Katarina Jagellonica bosatte sig efter bröllopet på sitt hov på Åbo slott i Johans hertigdöme Finland. Efter bara ett halvår blev de fängslade på den svenske kungen Erik XIV:s order. År 1563 hade krig just brutit ut mellan Sverige och Danmark. På grund av sina kontakter med Polen och Litauen misstänktes brodern Johan för högförräderi. Johan var ju sedan ett år tillbaka gift med Katarina Jagellonica, som var syster till den polske kungen. Johan hörsammade inte stämningen och han dömdes i juni 1563, året efter bröllopet, av de i Stockholm samlade ständerna såsom skyldig till landsförräderi från liv, gods och arvsrätt till riket. För att domen skulle gå i verkställighet utrustades en betydande styrka av armékårer för krigsmakten och försvarsmakten. Johan, som inte var beredd på strid, inneslöts i Åbo, försvarade sig där några veckor och gav sig därefter den 12 augusti 1563 fången mot löfte om furstligt fängelse. Då maken fängslades valde Katarina att följa med honom i fångenskapen. Han fördes över till Sverige och sattes in på Gripsholms slott, tillsammans med sin gemål. Där vistades han som fånge i mer än fyra år. I juni 1566 födde Katarina sonen Sigismund på Gripsholms slott. Då anade få att Sigismund var en blivande kung av två mäktiga riken.
På hösten 1567 frigavs Johan och resten av familjen. Vid denna tidpunkt stod det klart för många att kung Erik led av en svår sinnessjukdom. Tidigare samma år hade han låtit döda några ledande adelsmän ur släkten Sture. Denna händelse har gått till historien som Sturemorden. Kung Erik tillfrisknade tillfälligt, men under sommaren 1568 bröt ett uppror ut mot Erik under ledning av Johan och brodern Karl. Erik avsattes och fängslades. I januari 1569 utsågs Johan till ny kung.

## Sonen Scipio föddes 1567
Om Antonius de Palma och Jeduice var gifta redan före flyttningen till Sverige vet vi inte, men deras son Scipio de Palma lär dock inte ha varit född då, för något barn nämns inte i den utförliga beskrivningen av följet. Enligt Bertil Risveden i "500 år på Görväln" torde makarna de Palma inte kunnat ha något egentligt familjeliv förrän hertigparets befrielse 1567, oavsett när makarna de Palmas bröllop stod. Författarens hypotes är att sonen Scipio föddes 1567 eller något år senare, eftersom hovfolket frigavs året innan. Vidare säger Risveden att "Om Scipio föddes då skulle det väl stämma med de uppgifter vi har om Scipios utbildning och verksamhet. Uppgifterna ger rätt få års spelrum för gissningar." Scipio de Palma blev med tiden ryttmästare och kavalleriofficer i den lutherska svenska armén och överste i Karl IX:s armé. På Görväln sysslade han med hästar och ville göra någon upprustning av stuteriet, Görvälns stuteri, som fadern hade startat.

## Hertig Johans äktenskap betraktades av Erik som förräderi
Hertig Johans äldre halvbror Erik XIV betraktade Johans äktenskap med den katolska Katarina Jagellonica och förbindelserna med Polen som förräderi. Hertig Johan och hans hustru, som satt fångna i Åbo slott, fördes efter en tid till Gripsholms slott, där kung Erik hade bättre kontroll över dem. Atonius de Palma följde också Johan och Katarina i deras fångenskap på Gripsholms slott. År 1565, efter ytterligare några år, frigavs större delen av Johan och Katarinas hov, medan hertigparet själva förblev i fångenskap på Gripsholms slott och där föddes deras son Sigismund den 20 juni 1566.

## Hertig Johan bad Antonius de Palma om hjälp

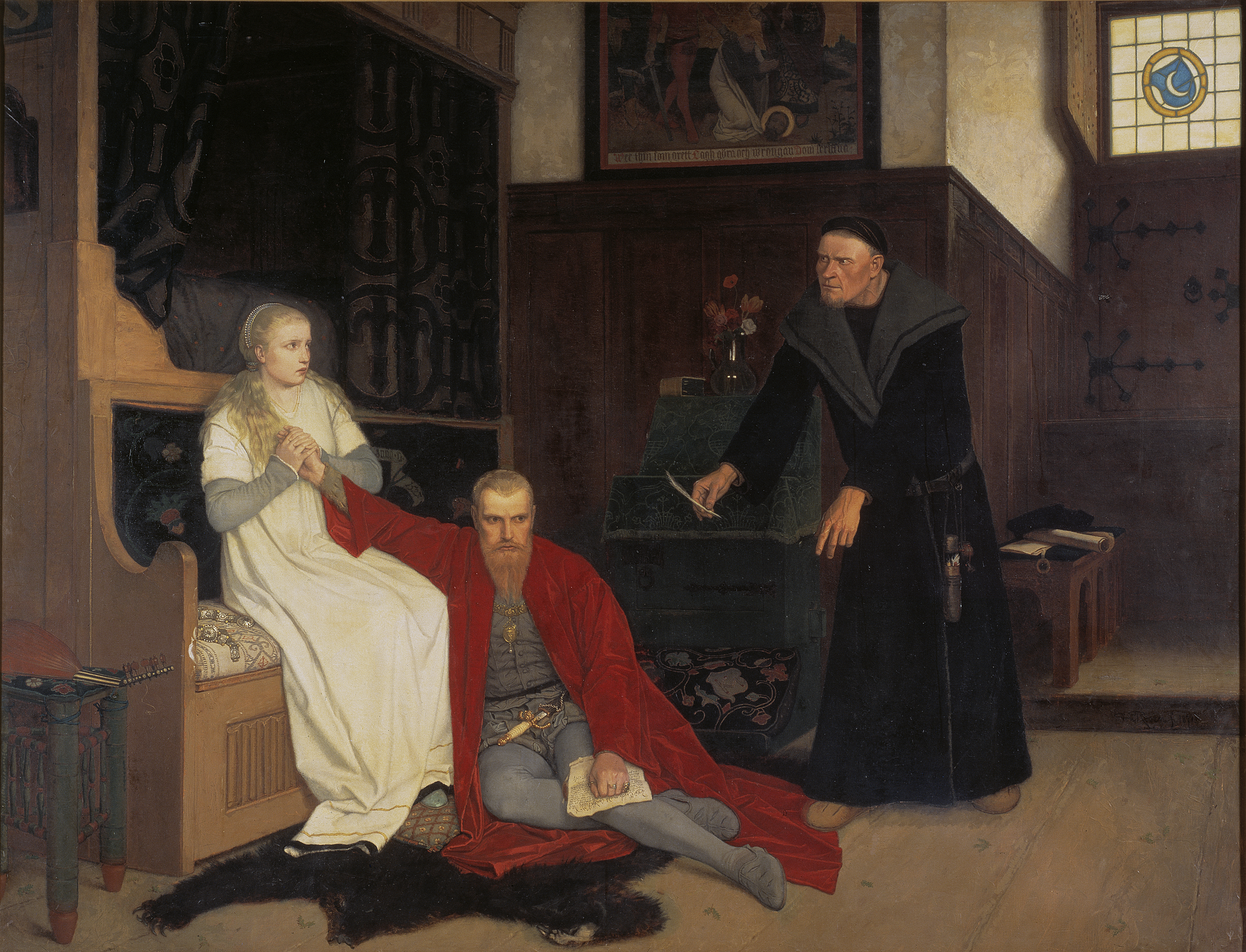
Erik XIV och Karin Månsdotter, oljemålning från 1871 av Georg von Rosen. Nationalmuseum. Till höger avbildas också kung Eriks sekreterare Jöran Persson.

Bevisligen användes Antonius de Palma som hemlig kurir till polska hovet. Detta framgår av ett brev, som kung Eriks beryktade sekreterare Jöran Persson skrev på julafton 1565 till ståthållarna i Stockholm, Olof Larsson och Sigvard Kruse. Sigvard Kruse var 1556 i tjänst hos Erik XIV och blev adlad av Erik XIV, han var befallningsman på Stockholms slott 1563-1565.
I detta läge då hertig Johan och hans familj befann sig i fångenskap på Gripsholms slott bad hertig Johan att Antonius de Palma skulle återvända till Polen för att söka hjälp att befria hans familj. Enligt ett brev sägs det att "hertig Johan och hans furstinna lyckats skicka iväg de Palma, Antonius benämnd, en italienare" till Polen och att denne kommit tillbaka eller snart skulle återkomma till Stockholm. Denna uppgift sägs enligt ett brev skrivet av Erik XIV:s sekreterare Jöran Persson (adlad Tegel, ibland även omnämnd som Göran Persson) (1530-1568). Jöran Persson befallde att ståthållarna skulle efterspana och gripa Antonius de Palma. Persson befallde att man skulle gripa de Palma. För att Antonius de Palma inte skulle kunna utföra några "praktiker eller stämplingar" skulle man sätta honom under bevakning föra honom till kungen. Enligt Bertil Risvedens bok "500 år på Görväln" nämner han som ett kuriosum, att Jöran Perssons julaftonsbrev inte bara rörde Antonius de Palma, utan det handlade bland annat också om en av ståthållarnas fångar, en livdömd skotte, som kungen beslutat benåda. Ståthållarna anmodades nu att ”strax” avsätta honom innan benådningsbrevet hann fram. Den stora angreppsplanen ansågs för riskabel och den genomfördes inte, däremot omarbetades den och förenklades. På 4-6 krigsfartyg skulle en mindre styrka överföras för att landsättas vid Hörningsholms slott. Därifrån skulle styrkan utföra ett blixtanfall mot Gripsholms slott och ta det med överrumpling. En karta behövdes även för detta alternativ. En mycket märklig karta upprättades och kartan finns nu i ett arkiv i Königsberg i Tyskland och som 1991 återges i Vägverkets jubileumsskrift Vägen. Med den ovanstående kartan kan man spåra en del likheter, men i mycket bygger den på rätt lösa och fritt behandlade uppgifter, som förmodligen inhämtats från Tyskland.

## Antonius de Palma blev kvar i Sverige
Det blev i alla fall en förlikning mellan bröderna och Johan och hans familj blev fria innan någon hjälp hade hunnit komma från Polen. Hertigparet, framför allt Katarina själv, verkade för att hennes uppvaktning i det polska bröllopsföljet skulle få återvända till Polen, så snart de blivit fria. Men Antonius de Palma och hans familj tycks ha blivit kvar i Sverige.
Den ryske tsaren Ivan IV av Ryssland, även kallad Ivan de förskräcklige, som blev den förste regenten i Moskvafurstendömet, och tog sig titeln tsar år 1547, hade ett antal år tidigare friat till Katarina Jagellonica, men fått avslag. Han tog nu upp förhandlingarna med Erik XIV och begärde att Katarina skulle utlämnas till honom som villkor för ett förbund mellan Sverige och Ryssland. Kung Erik godtog i sitt alltmer förvirrade tillstånd denna begäran, men drog sig sedan för att verkställa utlämningen.

## Hertigparet blev fria från fångenskapen 1567
År 1567, två år efter Antonius de Palmas resa blev hertigparet Johan och Katarina fria från fångenskapen i Gripsholms slott. Då hade kung Erik fått en period av uppenbar sinnessjukdom, det visade sig bland annat i de beryktade sturemorden. Erik var så förvirrad att han inte ens visste om det var han eller Johan som var kung. I detta förvirrade tillstånd frigav han hertigparet. Året därpå, 1568, gjorde sina halvbröder hertigarna Johan och Karl uppror och lyckades få kung Erik fängslad och avsatt. Johan blev kung.

## Johan III kröntes till kung 1569
Ryska sändebud i Stockholm väntade under våren 1568 på att få föra Katarina Jagellonica till Moskva. Erik XIV tvingades samma år att abdikera och halvbrodern Johan övertog kungamakten från sin bror. Följande år kröntes brodern till kung Johan III tillsammans med sin drottning Katarina den 10 juli 1569 i Uppsala domkyrka.
Drottning Katarina gjorde sig känd för sitt blida väsen och som drottning levde hon tillbakadraget. Det berättas hur hon utverkade att hennes svägerska, änkedrottningen Karin Månsdotter, återfick sina beslagtagna juveler. Långt fram i tiden har detta intresserat historikerna och kanske att det avhandlades vid det möte ute på Svartsjö slott år 1582 mellan Katarina Jagellonica och Karin Månsdotter och deras svärmor änkedrottning Katarina Stenbock, Gustav Vasas tredje gemål. Bruket att bada i badkar i Sverige och den som först introducerade gaffeln i Sverige tillskrivs Katarina Jagellonica. Det är troligt att det var hennes italienska mor Bona Sforza som några decennier tidigare hade infört de kultiverade vanorna från renässansens Italien till Polen.

## Antonius de Palma blev fogde på Torvesund 1569
Antonius de Palmas trogna tjänst blev belönad och 1569 gjorde Johan III honom till fogde på kungsgården Torvesund. Där lät kungen några år senare bygga det slott som fick namnet Drottningholm efter sin hustru Katarina Jagellonica. Att Antonius de Palma fick befattningen som fogde på kungsgården Torvesund bevisar att Johan III hade förtroende för honom. Verksamhetsområdet utökades senare, vilket tydde på att han måste ha skött tjänsten bra.

## Donationsbrev till Antonius de Palma från 1571
Från år 1569 var således Antoinus de Palma fogde på Torvesund. Två år senare framgår det av ett donationsbrev från 1571 att kungaparet, Johan III och Katarina Jagellonica, skänkte kyrkbyn Björkeby, Görvälns gods vid Görvälnsfjärden vid Mälaren och de underlydande gårdarna i Järfälla socken till Antonius de Palma. Görväln hörde ursprungligen till Kronan. Endast i det fall han flyttar utrikes eller avlider utan manliga arvingar "skola gårdarna återgå till Kronan". Kyrkbyn, som i jordeböckerna från och med 1573 redovisas som frälsegård, fick således samma ägare som Görväln och kom, när detta blev säteri, att läggas under Görväln. Kyrkbyn låg sedan under Görväln ända till på 1710-talet.

### Gårdarna under Görväln i Järfälla
Redan vid mitten av 1530-talet låg de underlydande gårdarna Brännbol, Dikartorp, Henrikstorp, Lädersättra, Slammertorp och Ulvsättra  under Görväln. De upptogs i 1534 års jordebok som biskopshemman, eftersom de redan tidigare tycks ha överförts till förvaltningen för Sankt Eriks landbor. Förvaltningen avsåg de gårdar som låg under Sankt Eriks altare i Uppsala domkyrka i Uppsala. Från 1539 registrerades de även i jordeböckerna som att de låg under Sankt Eriks altare och hörde till rättardömet Görväln. Genom reformationen hade dessa gårdar i realiteten redan på 1520-talet övergått i Kronans ägo, fastän de i jordeböckerna registrerades enligt sin gamla jordenatur. Gårdarna var 3 7/8 mantal, taxerade till 192.000 kronor, samt såg och kvarn taxerade till 2.000 kronor.

### Gårdarna Björkeby och Kyrkbyn i Järfälla
För sin trogne hovman Antonius de Palma utverkade drottning Katarina Jagellonica också skattelättnader. År 1571 fick Antonius de Palma också en direkt belöning i form av de fyra gårdar na i Järfälla. I donationsbrevet av den 4 februari 1571 sägs, att det var en belöning "för den välvilliga, hulda trotjänst", som Antonius de Palma gjort "oss och vår älskeliga kära husfru". Förläningen avsåg två gårdar i Görväln, en i Björkeby och en i Järfälla kyrkby. Dessa gårdar skulle bli de Palmas och hans efterkommandes frälsegods till ervärderlig tid. Gårdarna skulle dock återgå till Kronan om Antonius de Palma dog utan manlig arvinge eller om han eller hans arvingar flyttade utomlands. Med gårdarna skulle följa "hus, jord, åker, äng, skog, fiskevatten och alla andra lägenheter, som de nu till ligga och av ålder tillegnat haver". Begreppet lägenhet kan här ha varit oklart och orsakat tvist. Frågan var om det avsåg tillagda torp eller inte.
Fram till 1571 tillhörde Björkeby i Järfälla Kronan och det var detta år som gården Björkeby och Kyrkbyn i Järfälla samt gårdarna i Görväln i Järfälla donerades till Antonius de Palma. Han tog Görväln till sin sätesgård och under denna gård ägdes sedan Björkeby ända till år 1713. Från och med år 1573 års jordebok stod Björkeby efter donationen upptagen som frälsegård, vilket gården också framdeles var upptagen som. Kyrkbyn i Järfälla fick sitt nuvarande namn av att sockenkyrkan, Järfälla kyrka, var belägen på dess ägor.

## Donationsbrev till de Palma från 1573
Antonius de Palma fick ytterligare en donation efter ett par år. Genom kungligt brev den 10 augusti 1573 förlänades han Görväln med sina två gårdar i Järfälla samt de sju underliggande torpen eller hemmanen, nämligen Brännbol, Dikartorp, Henrikstorp, Kallhäll, Lädersättra, Slammertorp, Ulvsättra under Görväln av Kronan "på behaglig tid". Det var som synes samma torp, som tidigare ingått i Görvälns rättardöme med undantag för Kallhäll. Gårdarna kallades torp, men de var självständigt skattlagda gårdar om ¼ mantal vardera. Slammertorp blev dock 1702 nedsatt till 1/8 mantal. De var skattlagda torp och de lades inte samman med frälsegårdarna. Antonius de Palma fick uppbära de arrendeavgifter, som "Sankt Erik", det vill säga ärkestiftet, dittills erhållit. Antonius fick betala skatt för torpen och de brukades av sina torpare. Dessa torpare var Lasse i Dikartorp, Måns i Slammertorp, Hans i Ulvsättra, Simon i Lädersättra, Oluf i Brännbol och Hendrik i Henrikstrop. Frälsegårdarna hade också sina arrenderande brukare. Dessa var Anders och Tomas i Görväln, Nils i Björkeby och Anders i Järfälla kyrkby.
Några av de närbelägna gårdarna vid Henrikstorp och Brännbol i Järfälla var Viksjö gård, Fastebol, Högby, Vam och Kallbrunna. Den närmaste gården, Marhagen, som ligger mellan Högby och Henrikstorp etablerades inte förrän 1627, då det omtalas första gången i boskaps- och utsädeslängden. De närbelägna gårdarna, som fanns där redan på 1500-talet, ägdes av Nils Ryning (1520-1578) och han var ungefär samtida med Antonius de Palma. Ryning var kammarjunkare, sedermera krigskommissarie och hertig Karls furstliga råd. Efter sin mor Anna Bengtsdotter (Lillie) hade Ryning ärvt gårdarna och han var således ägare av flera gårdar nära Görväln i Järfälla. 1562 erhöll Ryning två frälsehemman i Viksjö samt frälsetorpen Fastebol (1545), Högby (1545), Kallbrunna (1545) och Vam (1542). År 1573 blev Nils Ryning (1520-1578) förordnad till en av kung Erik XIV:s fångvaktare.

## Antonius de Palma får skattelättnader 1578
Antonius de Palma besatt och brukade själv till en början bara den ena gården av de två gårdarna i Görväln, som från och med 1573 års jordebok registrerades som frälsegårdar. Enligt donationen 1571 skulle gårdarna gå tillbaka till Kronan endast i det fall Antonius de Palma eller hans barn och efterkommande flyttade utrikes eller om han själv dör utan arvingar.
Genom drottning Katarina Jagellonicas brev 1578 förbättrades Antonius de Palmas villkor genom att han nu slapp även de utlagor som övriga frälsegårdar hade, nämligen att motta två slottshästar och två konungshästar till utfodring. Inte heller de utlagor han hittills var i rest med skulle avkrävas  honom utan de skulle efterskänkas honom. Han skulle befrias ifrån "alle andre åhrlige vttskyller och rättigheeter som aff the gods och gårder pläger och bör uthgiöres som för:de Antonius aff Konung Maijstadhs wår Eldskelige kere herre och oss både arffligen till förläning gunsteligen ähr effterlatidh".
I jordeboken för 1578 redovisas gårdarna som frälsegods med en av görvälnsgårdarna som sätesgård. Däremot upptas de sex torpen som skattskyldiga jordbruk förlänade till Antonius de Palma på behaglig tid, det vill säga tills vidare. Om detta var en ny donation är oklart, eller om det var en utökad belöning eller om det var en lösning av problem, som uppstått genom oklarhet om vad som egentligen avsetts med uttrycket lägenhet i brevet 1571.
Efter Antonius de Palma övergick gårdarna till hans son Scipio de Palma. Han bytte i sin tur bort dem till Svante Bielke, varefter samtliga gårdar följde Görvälns ägare till in på 1900-talet. De fick även behålla sin jordnatur efter 1573 och gårdarna redovisas i fortsättningen i jordeböckerna som Sankt Erikstorpare eller Görvälstorpare. Görväln utgjorde då ett så kallat rättardöme under Sankt Eriks altare. Från 1630-talet redovisas de helt enkelt som kronohemman. I samband med reduktionen i slutet av 1600-talet beslutas anse dem för gammalt frälse.

## Görvälns slott och Görvälns stuteri
Antonius de Palma lämnade tjänsten som fogde i Torvesund och flyttade till Görväln år 1577. Samma år, 1577, anlade Antonius de Palma på Görväln en avelsgård där hästar föddes upp för arméns behov. Antonius de Palma bosatte sig dock inte på någon av de gamla gårdarna vid Görväln. Istället byggde han en helt ny gård strax söder om Görvälnsgårdarna. Beviset för detta finns i första hand genom fyra 1600-talskartor. Dessa kartor är ritade i skalan 1:50000 och är främst avbildningar av vattenområden med noggrant redovisade strandlinjer. Sedan har kartorna kompletterats med inprickning av gårdar och annan bebyggelse på ganska stora avstånd från stränderna.

## Torvesund och Drottningholms slottsbygge
Antonius de Palma drog sig med ålderns rätt tillbaka från uppdraget som fogde på Torvesund, eller Drottningholms kungsgård, år 1577. År 1531 ägde Kronan bara en gård i Norrby. Under 1550-talet köpte och bytte Gustav Vasa till sig alla gårdar på Lovön, utom prästgården. Från 1566, under Erik XIV:s regeringstid, redovisades samtliga byar som kungens arv och privata egendom. Byarna löd då under kungsladugården Torvesund, även Thorvesund, som blev säte för en fogde. Första slottsbygget påbörjades av Johan III år 1579 och han kallade slottet Drottningholm efter drottning Katarina Jagellonica.
Kungsgården Torvesund var anlagd av Gustav Vasa och gårdens mark omfattade nästan hela Lovö socken på Lovön, dagens Ekerö kommun. På platsen för kungsgårdens huvudbyggnad uppfördes 1579 föregångaren till Drottningholms slott. Vid tiden då Antonius de Palma drog sig tillbaka som fogde var Drottningholms slott under uppförande efter ritningar av konstnären och arkitekten Willem Boy. Slottet fick sitt namn redan 1579.
Det var Johan III som lät uppföra ett stenhus åt sin drottning Katarina Jagellonica. På platsen för nuvarande Drottningholm fanns redan under Gustav Vasas tid kungsgården Torvesund. Kort efter att byggandet av slottet hade startat utbröt pesten i Stockholm och därför fördröjdes bygget. Drottning Katarina Jagellonica var katolik och Drottningholm kom då att spela en särskild roll som tillflyktsort för de sista katolikerna, som förföljdes i andra delar av riket. När Katarina Jagellonica avled 1583 var slottsbygget ännu inte fullbordat. Johan III vistades efter hustruns död bara vid enstaka tillfällen på Drottningholm, sista gången var sommaren 1592.

## Hustrun Jeduice och sonen Scipio ärvde gårdarna
Antonio de Palma avled tydligen före 1589, ty i jordeboken för detta år står att hans hustru Jeduice de Palma fritt besitter Görväln (jordeböcker 1582-1588 saknas). Hon skrevs på gården även i jordeboken 1593. I jordeböckerna för 1589 och 1593 är Jeduice antecknad som brukare av Görväln. Eftersom det saknas jordböcker för 1582-1588 kan man sluta sig till att Antonius dött under den perioden och att hans änka inträtt som brukare medan sonen Scipio de Palma fick utbildning i Tyskland och sedan gjorde militärtjänst. Jeduice avled någon gång efter 1593, det år hon senast nämns. Hon efterträddes då av sonen Scipio. I 1599 års jordebok upptogs emellertid sonen ryttmästare Scipio de Palma på Görväln, som även han fritt besitter. Redan den 1 juli 1605 bytte han emellertid bort Görväln till Svante Bielke mot åtta gårdar i Österby i Vallby socken, Uppland. Kort därpå, i september 1605 stupade Scipio de Palma i slaget mot polackerna vid Kirkholm nära Riga i Lettland.
Det var kanske vid Görvälns avelsgård som Antonius de Palma slutade sina dagar någon gång under 1580-talet. Vad man vet var det bara en son som överlevde dem och det var Scipio de Palma, född 1567.